# Sherlock Holmes i les màscares de la mort
Sherlock Holmes i les màscares de la mort (títol original: The Masks of Death) és un telefilm britànic de Roy Ward Baker, estrenada l'any 1984. Ha estat doblada al català.

## Argument
Londres, 1913. Sherlock Holmes decideix sortir del seu retir per investigar una sèrie de misteriosos i inexplicables assassinats de captaires. Alhora, les autoritats europees li encomanen un altre cas: el segrest d'un jove príncep, la desaparició del qual podria desencadenar la guerra entre Anglaterra i Alemanya.

## Repartiment
- Peter Cushing: Sherlock Holmes, el cèlebre detectiu que investiga sobre una afer que implica l'Alemanya d'abans la Guerra de 1914-1918
- John Mills: el metge Watson, el seu fidel ajudant
- Anne Baxter: Irene Adler, anomenada Madame Morton, una americana que temps enrere ha batut Holmes en el seu propi joc
- Ray Milland: El ministre de l'Interior
- Anton Diffring: El comte Udo Von Felseck, un noble alemany que convida Holmes al seu castell
- Gordon Jackson: l'inspector Alec MacDonald, de Scotland Yard
- Susan Penhaligon: Miss Derwent
- Marcus Gilbert: Anton Von Felseck, el fill del comte
- Jenny Laird: Mrs. Hudson, l'arrendadora de Holmes
- Russell Hunter: Alfred Coombs, un captaire
- James Cossins: Frederick Baines, el propietari d'una companyia marítima, amic del comte
- Eric Dodson: Lord Claremont, un riquíssim propietari, amic del comte
- Georgina Coombs: Lady Claremont, la seva dona, amiga del comte
- James Head: El xofer del comte
- Dominic Murphy: el petit neteja-sabates